# Ligne R14
La ligne R14 (anciennement Ca4a) est un service ferroviaire régional reliant la gare de Barcelone-França à Lérida Pyrénées via Tarragone et Reus de Rodalies de Catalunya, de la Généralité de Catalogne, exploitée par la Renfe qui passe par des lignes de chemin de fer à écartement ibérique d'ADIF.

## Histoire
Le tracé actuel de la ligne R14 reliant Barcelone, Tarragone, Reus et Lérida appartenait à l'origine à différentes compagnies de chemin de fer.
Ainsi, le tronçon initial de Barcelone à Sant Vicenç de Calders, situé sur les côtes du Garraf, a été construit à partir de 1881 par la compagnie de chemin de fer de Valls à Vilanova i la Geltrú et à Barcelone (voir ligne R13), bien que les trains ne soient arrivés à la gare de Barcelone-França en 1887. La même année, une liaison directe est également ouverte à Sant Vicenç de Calders avec la ligne de Martorell à Tarragone, en service depuis 1865. 
La section de Tarragone, Reus à Lérida est l’une des plus anciennes de Catalogne depuis l’ouverture du premier trançon entre Tarragone et Reus en 1856. La ligne a ensuite été étendue de Reus jusqu'à Montblanc (1863), de Montblanc jusqu'à L'Espluga de Francolí et Vimbodí (1865), de Vimbodí à Vinaixa (1872), de Vinaixa à Les Borges Blanques (1874), de Les Borges Blanques à Juneda (1878) et enfin de Juneda à Lérida en 1879.
Les différentes sections de la ligne étaient exploitées par les compagnies de chemin de fer MZA et Nord, mais elles ont toutes été intégrées en 1941 à la nouvelle entreprise d'État, la Renfe. Pendant de nombreuses années, en raison de son caractère de ligne transversale, cet itinéraire ne permettait que des services régionaux, mais grâce à son électrification progressive, jusqu'à la mise en service de la ligne à grande vitesse. Elle est devenue le principal lien ferroviaire de la Catalogne avec le reste de l'Espagne.
Auparavant, cette ligne s'appelait Ca4a (comme la ligne R13), coïncidant à la fois en termes d'origine et de destination, mais l'une passait par Valls et l'autre par Tarragone et Reus.

## Gares
Liste complète des gares de la ligne :
| Gare                                  | Commune                   | Correspondances | Services |
| ------------------------------------- | ------------------------- | --------------- | -------- |
| Gare de Barcelone-França              | Barcelone                 |                 |          |
| Barcelone-Passeig de Gràcia           | Barcelone                 |                 |          |
| Barcelone-Sants                       | Barcelone                 |                 |          |
| Torrassa                              | L'Hospitalet de Llobregat |                 |          |
| Viladecans                            | Viladecans                |                 |          |
| Gavà                                  | Gavà                      |                 |          |
| Castelldefels                         | Castelldefels             |                 |          |
| Sitges                                | Sitges                    |                 |          |
| Vilanova i la Geltrú                  | Vilanova i la Geltrú      |                 |          |
| Cubelles                              | Cubelles                  |                 |          |
| Cunit                                 | Cunit                     |                 |          |
| Segur de Calafell                     | Calafell                  |                 |          |
| Calafell                              | Calafell                  |                 |          |
| Sant Vicenç de Calders                | El Vendrell               |                 |          |
| Torredembarra                         | Torredembarra             |                 |          |
| Altafulla-Tamarit                     | Altafulla                 |                 |          |
| Tarragone                             | Tarragona                 |                 |          |
| Vila-seca                             | Vila-seca                 |                 |          |
| Reus                                  | Reus                      |                 |          |
| La Selva del Camp                     | La Selva del Camp         |                 |          |
| Alcover                               | Alcover                   |                 |          |
| La Plana - Picamoixons                | Valls                     |                 |          |
| La Riba                               | La Riba                   |                 |          |
| Vilaverd                              | Vilaverd                  |                 |          |
| Montblanc                             | Montblanc                 |                 |          |
| L'Espluga de Francolí                 | L'Espluga de Francolí     |                 |          |
| Vimbodí                               | Vimbodí                   |                 |          |
| Vinaixa                               | Vinaixa                   |                 |          |
| La Floresta                           | La Floresta               |                 |          |
| Les Borges Blanques                   | Les Borges Blanques       |                 |          |
| Juneda                                | Juneda                    |                 |          |
| Puigverd de Lleida - Artesa de Lleida | Puigverd de Lleida        |                 |          |
| Lérida Pyrénées                       | Lérida                    |                 |          |

## Services ferroviaires
Le service circule sur les lignes Barcelone - Vilanova - Valls (Barcelone via le tunnel d'Aragon - Sant Vicenç de Calders), Barcelone - Martorell - Vilafranca - Tarragone (entre Sant Vicenç de Calders et Tarragone) et sur l'ensemble de la ligne Tarragone - Reus - Lérida.